# Parafia św. Mikołaja w Ciemniewku
Parafia pw. Świętego Mikołaja w Ciemniewku – parafia rzymskokatolicka należąca do dekanatu ciechanowskiego wschodniego, diecezji płockiej, metropolii warszawskiej. 